# Ceroplastes tachardiaformis
Ceroplastes tachardiaformis är en insektsart som beskrevs av Charles Kimberlin Brain 1920. Ceroplastes tachardiaformis ingår i släktet Ceroplastes och familjen skålsköldlöss. Inga underarter finns listade i Catalogue of Life.